# Alhué

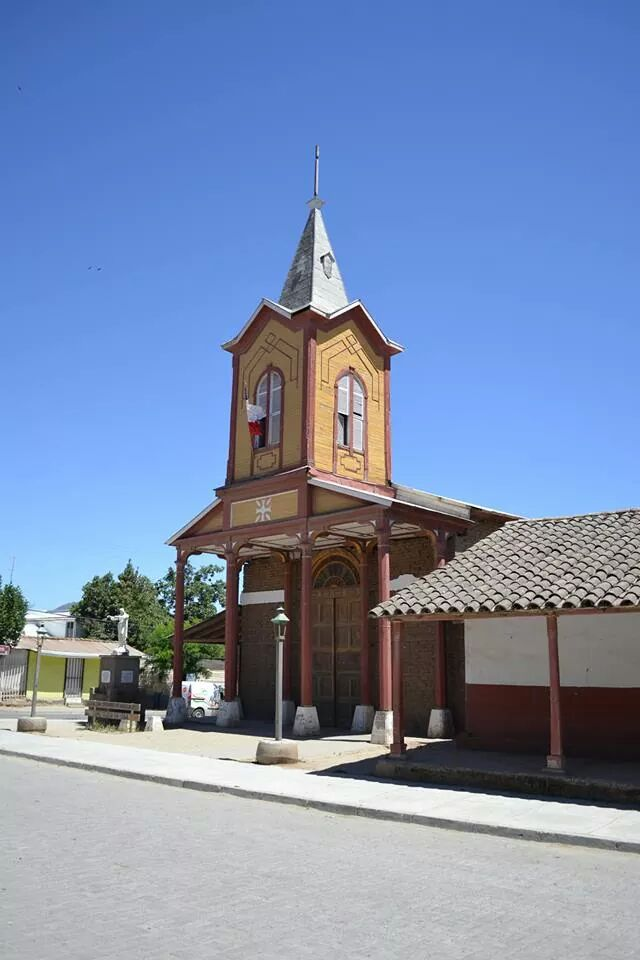
Kirche in Alhué.

Alhué ist eine chilenische Stadt und Gemeinde in der Provinz Melipilla, in der Metropolregion Santiago.

## Geschichte
Die regionale Wirtschaft und des gesamten Königreichs Chile begünstigten die Goldproduktion. Die Ausbeutung des Goldes begann in Chile im 18. Jahrhundert. Viele der damaligen Bergbaubetriebe sind bis heute im Betrieb. Alhué war bekannt für die Qualität des Goldes. Der Name Alhué bedeutet Geist des Toten. 
Mit dem Gemeindegründungsdekret vom 22. Dezember 1891 wurde die Gemeinde Alhué gegründet.

## Bevölkerung
Der Ort hat eine Größe von 2,6 Quadratkilometern und eine Dichte von 1070 Bewohnern pro Quadratkilometer. 2017 lebten 2784 Bewohner im Ort. Bei den letzten beiden Volkszählungen 1992 und 2002 zählte man jeweils 2593 Einwohner.